# Żyła oczna górna
Żyła oczna górna (łac. vena ophthalmica superior) – w anatomii człowieka żyła odprowadzająca krew z górnej części oczodołu i gałki ocznej. Zaczyna się w przyśrodkowym kącie szpary ocznej, nad więzadłem powiekowym górnym jako żyła nosowo-czołowa (vena nasofrontalis). Łączy się następnie z żyłą kątową i biegnie w stronę tylną w górno-przyśrodkowej części oczodołu. Krzyżuje nerw wzrokowy od góry, przebiegając między nim a mięśniem prostym górnym i kieruje się do szczeliny oczodołowej górnej, przez którą przechodzi z bocznej i górnej strony od pierścienia ścięgnistego wspólnego. Kończy się wpadając do zatoki jamistej. Jej dopływami są żyły wirowate górne, żyły rzęskowe przednie, żyły powiek (uchodzące do jej początkowego odcinka – żyły nosowo-czołowej), żyła sitowa przednia, żyła sitowa tylna, żyła łzowa i gałęzie mięśniowe. Wpada do niej także górna gałąź żyły ocznej dolnej, która może jednak także samodzielnie kończyć się w zatoce jamistej. Żyła oczna górna zespala się z żyłą oczną dolną, żyłą środkową siatkówki, żyłami twarzy i jamy nosowej. Nie ma w niej zastawek, co umożliwia odwrotny przepływ krwi – z zatoki jamistej do żył twarzy poprzez żyły oczne – w przypadku nadmiernego wzrostu ciśnienia śródczaszkowego.